# Ligne de Culmont - Chalindrey à Gray
La Ligne de Culmont - Chalindrey à Gray est une ligne ferroviaire française à écartement standard et à voie unique non électrifiée, qui relie Culmont - Chalindrey à Gray. Elle a été fermée le 30 mai 1970 au trafic voyageurs, et en 1991 au trafic marchandises à cause d'un déraillement.
Aujourd'hui, la ligne est coupée en plusieurs endroits, à certains passages à niveau notamment. De plus, le mur de soutènement de Leffond s'est écroulé.

## Histoire
La loi du 21 juin 1846 autorise la concession d'une ligne « de Saint-Dizier à Gray ». Dans le cas où la concession ne serait pas attribuée, la loi autorise l'État à entreprendre les travaux de la ligne.
Un décret du 26 mars 1852 autorise le ministre des Travaux publics à concéder directement le chemin de fer « de Blesmes à Saint-Dizier et à Gray ». La ligne est concédée par une convention passé à la même date entre le ministre des Travaux publics et messieurs Eugène et Alfred de Vandeul, Jean-Marie de Grimaldi, Josiah Wilkinson, Georges Burge, Georges Hennet et James Rhodes. Cette convention est approuvée, toujours à la même date, par un décret.
Les concessionnaires constituent par un acte notarié des 29 mai et 1er juin 1852 la compagnie du chemin de fer de Blesmes et Saint-Dizier à Gray. Cette création est approuvée par un décret le 4 juin 1852.
Une convention passée le 23 juillet 1853 entre les compagnies du chemin de fer de Blesmes et Saint-Dizier à Gray et la du chemin de fer de Paris à Strasbourg prévoit la fusion des deux compagnies. Cette convention est approuvée par un décret impérial le 17 août suivant.

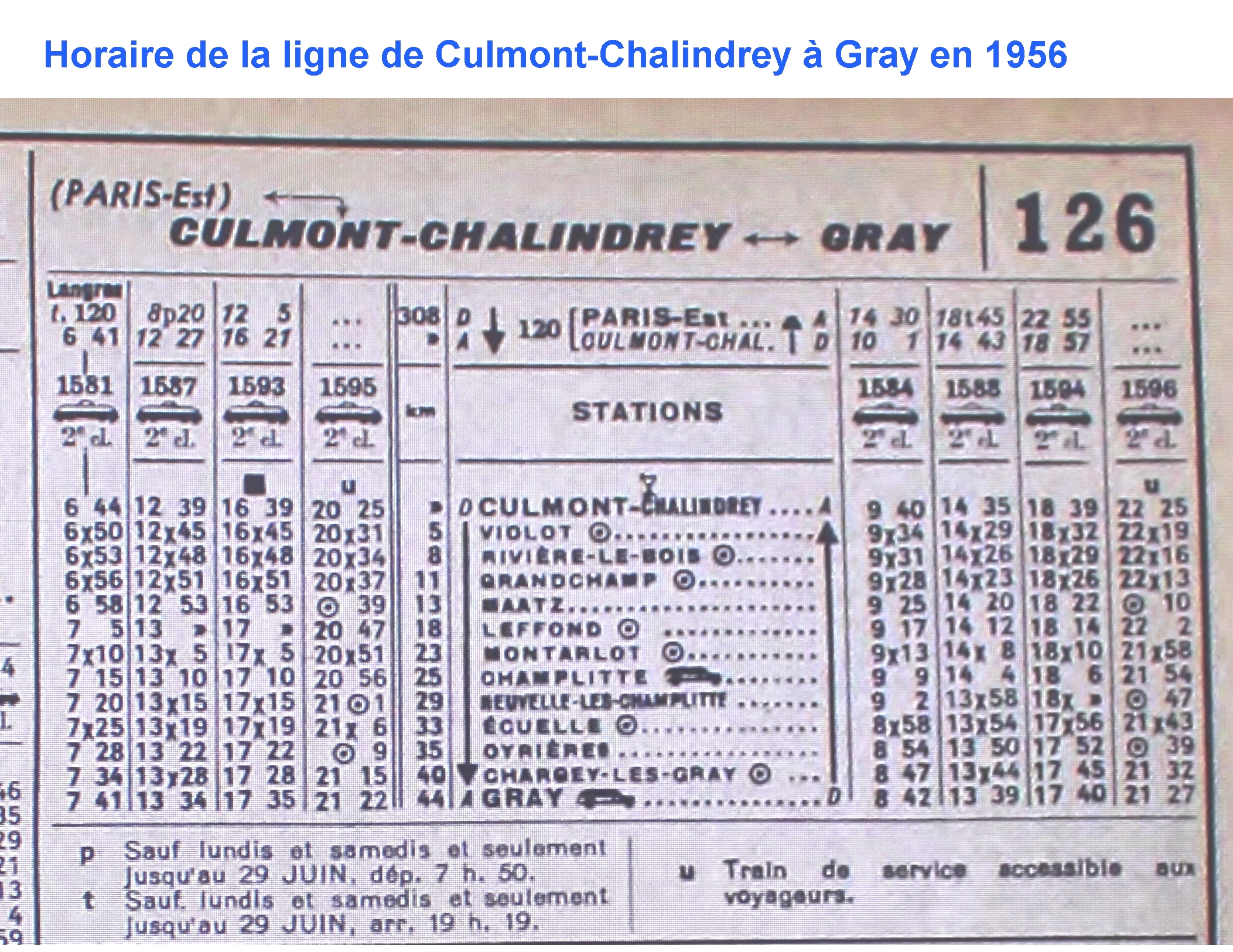
Horaire de la ligne de Culmont-Chalindrey à Gray en 1956 (Chaix).

## Ambulant postal

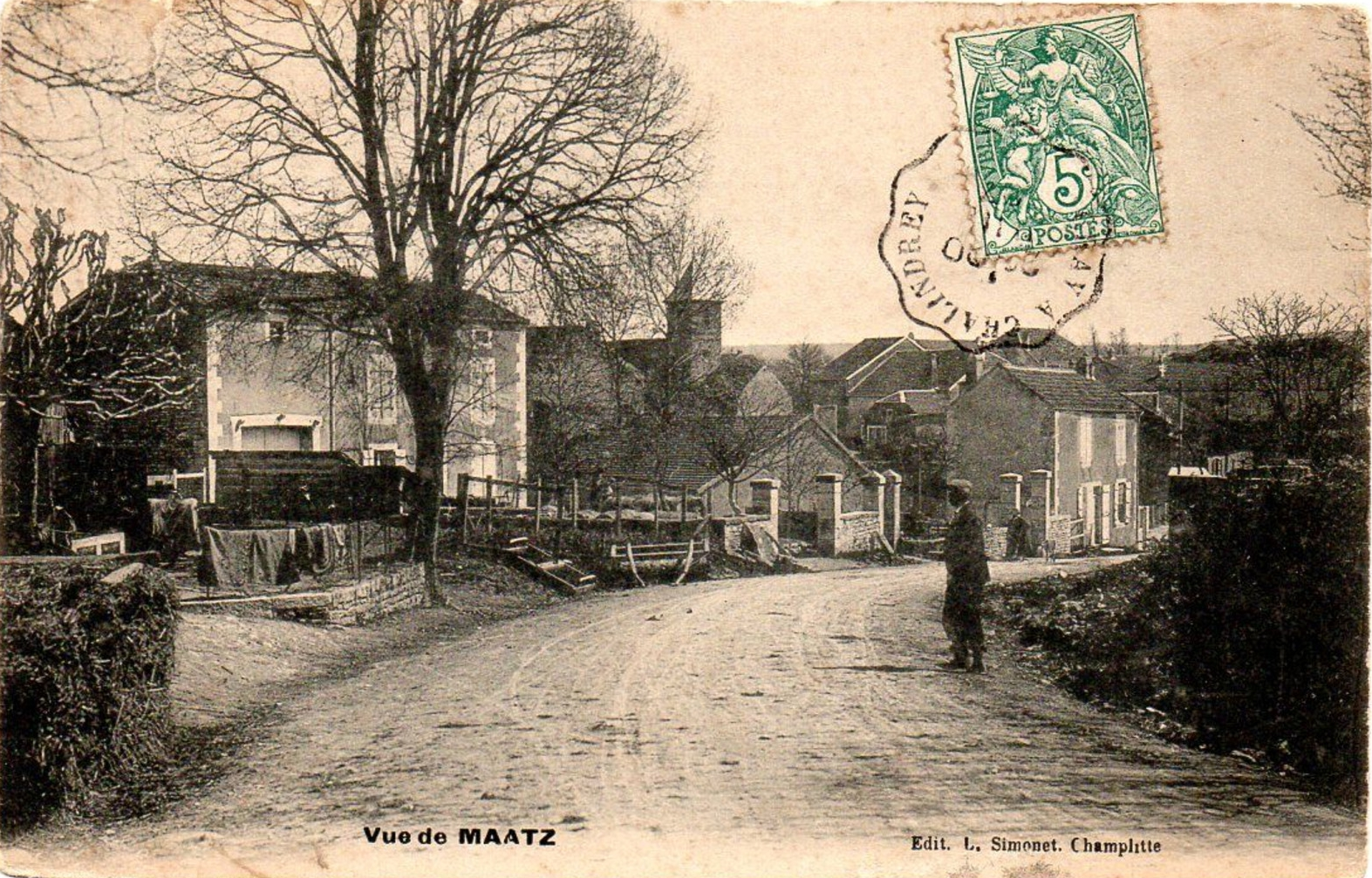
Carte postale du village de Maâtz comportant le timbre à date crénelé d'ambulant postal sur ligne de Gray à Chalindrey datée de 1907.

Un service d' ambulant postal a fonctionné sur cette ligne jusqu'au moins avant la guerre 14. Les lettres étaient déposées dans les gares et, dans le train, un employé oblitérait la lettre avec un timbre à date rond à créneaux, typique des cachets d'ambulants postaux français du début du XXè siècle.